# NGC 7006
NGC 7006 (còn được gọi Caldwell 42) là một cụm sao cầu trong chòm sao Hải Đồn. NGC 7006 nằm ở rìa Ngân Hà, cách Trái Đất chúng ta khoảng 135.000 năm ánh sáng, gấp năm lần khoảng cách từ Mặt Trời đến trung tâm của Ngân Hà. Là một phần của quầng Ngân Hà, cụm sao cầu này được tạo nên từ vật chất tối, khí cùng các cụm sao phân bố thưa thớt.
Trong cuốn tiểu thuyết khoa học viễn tưởng Beyond the Farthest Star của nhà văn Edgar Rice Burroughs, NGC 7006 được cư dân trên hành tinh Poloda coi như một điểm tham chiếu để xác định vị trí gần đúng của Trái Đất.

## Hình ảnh

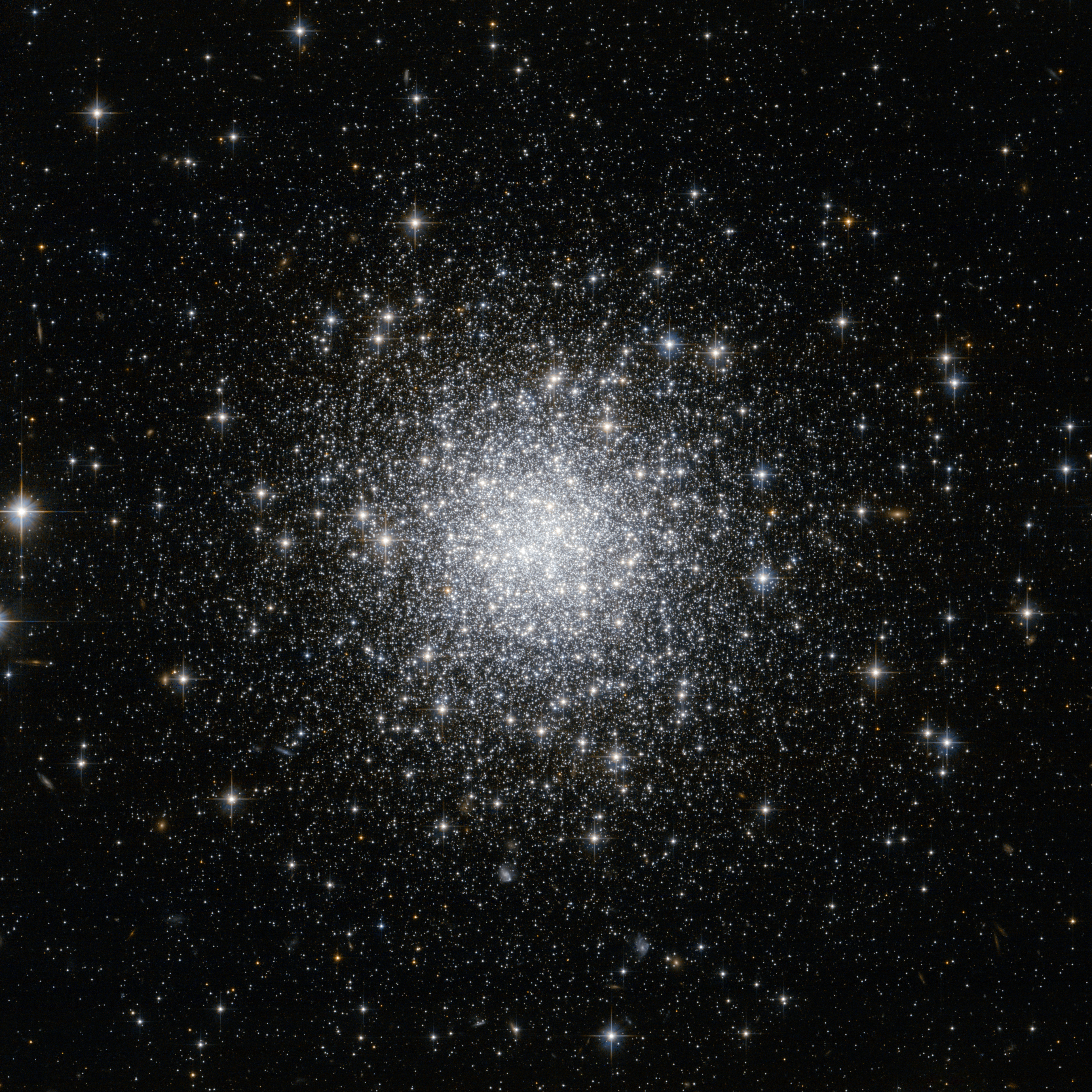
Ảnh chụp NGC 7006.